# Reinhard Boehler
Reinhard Boehler, auch Böhler, (* 1947) ist ein deutscher Geophysiker und Mineraloge.
Boehler studierte an der Universität Tübingen mit dem Vordiplom in Physik und Chemie 1968, dem Diplom in Mineralogie 1970 und der Promotion 1974. Als Post-Doktorand war er bei G. C. Kennedy am  Institute of Geophysics and Planetary Physics (IGPP) der University of California, Los Angeles, wo er Assistant Research Geophysicist und Leiter des Hochdrucklabors wurde.
Er war ab 1986 am Max-Planck-Institut für Chemie in Mainz (Arbeitsgruppe Hochdruck-Mineralphysik) als Leiter der Hochdruck-Forschungsgruppe und er wurde dort Direktor. 2012 ging er als Senior Scientist an das Labor für Geophysik der Carnegie Institution in Washington, D.C.
Am MPI in Mainz leitete er das Hochdrucklabor und erforschte das (thermische) Verhalten von Materialien im tiefen Erdmantel und Erdkern (besonders Eisen) bei sehr hohen Drücken (adiabatischer Temperaturgradient, Grüneisen-Parameter, thermische Ausdehnungskoeffizienten). Er entwickelte neue Hochdruck-Techniken (mit Lasern geheizte Diamantstempelzellen) und führte damit die ersten Hochdruckexperimente bei Temperaturen über 4000 Kelvin durch und die ersten Schmelzexperimente von Eisen unter Bedingungen wie im Erdkern (Drücke bis 2 Megabar und Temperaturen über 5000 Grad Celsius). Unter anderem fand er einen sehr hohen Schmelzpunkt für Perowskit (ein Hauptbestandteil des unteren Erdmantels) unter Druckbedingungen an der Grenze von Erdmantel zu Erdkern. Experimente von ihm und L. Chudinovskikh lieferten 2001 eine Erklärung für die 660-km-Diskontinuität im unteren Erdmantel. 
1993 bestimmte er die Temperatur am Übergang zum inneren festen Erdkern auf rund 4850 Grad Celsius. Da dort der innere feste Kern in den äußeren flüssigen Kern übergeht, entspricht das dem Schmelzpunkt von Eisen bei diesen Drücken. 2013 korrigierten das französische Wissenschaftler um Agnès Dewaele (der Schmelzpunkt liegt nach ihnen 1000 Grad höher bei rund 6000 Grad Celsius), wobei sie auch fanden, dass die Ergebnisse von 1993 wahrscheinlich auf die Beobachtung eines Umkristallisationsprozesses zurückzuführen waren, der fälschlich als Schmelzen interpretiert wurde.
1997 erhielt er die Louis Néel Medal und 2005 den Schlumberger Award der Mineralogical Society of Great Britain and Ireland.
Er ist Präsident der International Association for the Advancement of High Pressure Science and Technology (AIRAPT).

## Schriften
- mit M. Ross, P. Söderlind, D. B. Boercker: High-pressure melting curves of Argon, Krypton, and Xenon: Deviation from corresponding states theory, Physical Review Letters 86, 5731–5734 (2001).
- mit L. Chudinovskikh: High-pressure polymorphs of olivine and the 660-km seismic discontinuity, Letters of Nature 411, 574–577 (2001), PMID 11385569
- mit D. Errandonea, B. Schwager, R. Ditz, Ch. Gessmann, M. Ross: Systematics of transition-metal melting, Physical Review B 63, 132104 (2001).
- Temperatures in the Earth´s core from melting point measurements of iron at high static pressure, Nature 363, 1993, 534–536
- High pressure experiments and the phase diagram of lower mantle and core materials, Reviews of Geophysics, 38, 2000, 221–245
- Melting temperature of the earth´s mantle and core, Annual Review of Earth and Planetary Science, 24, 1996, 15–40
- Melting of mantle and core materials at very high pressures, Philosophical Transactions Royal Society, A 354, 1996, 1256–1278